# Colladonus titulus
Colladonus titulus är en insektsart som beskrevs av Delong 1946. Colladonus titulus ingår i släktet Colladonus och familjen dvärgstritar. Inga underarter finns listade i Catalogue of Life.